# Былкылдакты
Былкылдакты (каз. Былқылдақты) — село в Кзылкогинском районе Атырауской области Казахстана. Входит в состав Сагизского сельского округа. Код КАТО — 234853300.

## Население
В 1999 году население села составляло 294 человека (147 мужчин и 147 женщин). По данным переписи 2009 года, в селе проживали 143 человека (71 мужчина и 72 женщины).